# Tonight I celebrate my love
Tonight I celebrate my love is een single van Peabo Bryson en Roberta Flack. Het is afkomstig van hun album Born to love. Van dat album verscheen nog een tweetal singles. You’re lookin’ like love to me en I just came here to dance werden echter geen hits in de Benelux.

## Hitnotering
Het duet haalde in de Billboard Hot 100 tweemaal de zestiende plaats in negenentwintig weken notering. In de UK Singles Chart stond het veertien weken genoteerd met als hoogste plaats 2. Ze werden gestuit door UB40 met Red red wine.

### Nederlandse Top 40
| Positie: | 21 | 12 | 6 | 6 | 11 | 19 | 33 | 37 | uit |

### NederlandseNationale Hitparade top 50
| Positie: | 34 | 19 | 20 | 16 | 19 | 32 | uit |

### BelgischeBRT Top 30
| Positie: | 23 | 28 | 13 | 6 | 15 | 9 | 13 | uit |

### VlaamseUltratop 30
| Positie: | 38 | 37 | 15 | 8 | 9 | 9 | 16 | uit |

### NPO Radio 2 Top 2000
| Nummer met noteringen in de NPO Radio 2 Top 2000 | '99  | '00  |
| ------------------------------------------------ | ---- | ---- |
| Tonight I Celebrate My Love                      | 1753 | 1952 |

1. ↑  Een vetgedrukt getal geeft de hoogste notering aan.
2. ↑  Deze tabel is bijgewerkt tot en met de laatste editie (2024).

## Covers
Van het lied is een aantal covers bekend. Soms werd het lied daarbij gezongen door een solozanger, anderen verkozen een voortzetting van de duetvorm. Onder de zangers van het lied in duetvorm bevonden zich Lee Towers en Anita Meyer (1985). Er is zelfs een Nederlandse vertaling van het lied, Vannacht bekende ik mijn liefde voor jou, uitgevoerd door Sandra Kim en Frank Galan (1997, album Onvergetelijk).